# Darya Bilodid
Pour les articles homonymes, voir Bilodid.
Darya Hennadiyivna Bilodid (en ukrainien : Дар'я Геннадіївна Білодід), née le 10 octobre 2000, est une judokate ukrainienne combattant dans la catégorie des moins de 48 kg puis des moins de 57 kg. Elle détient un titre européen, remporté lors de l'édition de 2017 à Varsovie. Lors des  championnats du monde 2018, elle devient la plus jeune championne du monde de judo, devant la Japonaise Ryōko Tani. Après avoir remporté un deuxième titre continental lors des Jeux européens, elle conserve son titre mondial en battant les Japonaises lors de l'édition 2019 disputée au Japon. En 2025, elle devient footballeuse.

## Biographie
Darya Bilodid, née à Kiev, est la fille de Gennadiy Bilodid, judoka ukrainien détenteur d'une médaille de bronze mondiale, deux titres européens et trois participations aux Jeux olympiques, et de Svetlana Kuznetsova, elle aussi judokate et entraîneuse de l'équipe féminine des cadettes ukrainiennes. Pratiquant le judo dès l'âge de six ans, elle fait aussi de la gymnastique rythmique.
Championne d'Europe des moins de 18 ans à Sofia en 2015 en catégorie des moins de 44 kg, année où elle remporte également le titre mondial  à Sarajeo, Darya Bilodid remporte l'année suivante deux titres européens, celui des moins de 18 ans à Vantaa puis celui des moins de 21 ans à Malaga, tous deux en moins de 48 kg. En 2017, elle obtient ses premiers podiums sur des tournois internationaux, une troisième place du Grand Prix Hohhot puis une victoire lors du Grand Prix de La Haye. Elle remporte également le titre de Championne d'Europe à Varsovie.
En 2018, elle confirme en remportant le Grand Slam de Paris, et trois autres tournois, dont le Grand Chelem de Düsseldorf. Elle remporte son premier titre mondial le 20 septembre 2018 devenant ainsi la plus jeune championne du monde de judo,. Près  d'un mois suivant son titre de championne du monde en sénior, elle remporte celui chez les juniors à Nassau (Bahamas) faisant d'elle la première judoka à établir cet exploit.
En 2019, elle remporte un nouveau titre continental en battant en finale des Jeux européens de Minsk la Russe Irina Dolgova. Lors des mondiaux disputés à Tokyo, comme lors de l'édition 2018, elle s'impose en finale face à la Japonaise Funa Tonaki, championne du monde en 2017, par waza-ari, sur une technique de jambe, établissant ainsi un nouveau record de précocité.
En octobre 2020 au Grand Slam de Budapest, c'est dans la catégorie des moins de 52 kg qu'elle s'aligne, s'inclinant en quart de finale face à la Roumaine Chitu avant de remporter une médaille de bronze. Elle explique qu'alors, que connaissant des difficultés à descendre à la limite des 48 kg en raison de sa grand taille pour cette catégorie, elle avait « décidé de ne pas entreprendre [son] régime pour ne pas affaiblir [son] corps, surtout en pleine épidémie ». Revenue dans sa catégorie lors du Masters mondial de Doha, elle s'incline en demi-finale, pour la première fois en cinq confrontations, face à la Japonaise Funa Tonaki et remporte la médaille de bronze. Lors du Grand Slam de Tel Aviv, elle est battue en finale par la Française Shirine Boukli. Lors des championnats d'Europe de Lisbonne, légèrement blessée en demi-finale, elle déclare forfait pour la finale face à la Kosovare Distria Krasniqi. Lors des Jeux olympiques de Tokyo, elle s'incline en demi-finale face à Funa Tonaki sur ippon avant de remporter la médaille de bronze face à l’Israélienne Shira Rishony.
En mars 2025, elle change de sport pour pratiquer le football et signe au Metalist 1925 Kharkiv.

## Palmarès

### Compétitions internationales
| Année | Compétition           | Lieu     | Résultat | Catégorie      |
| ----- | --------------------- | -------- | -------- | -------------- |
| 2017  | Championnats d'Europe | Varsovie | 1re      | Moins de 48 kg |
| 2018  | Championnats du monde | Bakou    | 1re      | Moins de 48 kg |
| 2019  | Jeux européens        | Minsk    | 1re      | Moins de 48 kg |
| 2019  | Championnats du monde | Tokyo    | 1re      | Moins de 48 kg |
| 2021  | Championnats d'Europe | Lisbonne | 2e       | Moins de 48 kg |
| 2021  | Jeux olympiques       | Tokyo    | 3e       | Moins de 48 kg |
| 2024  | Championnats d'Europe | Zagreb   | 1re      | Moins de 57 kg |

### Masters mondial, Tournois Grand Chelem et Grand Prix
| Année | Compétition     | Lieu       | Résultat | Catégorie      |
| ----- | --------------- | ---------- | -------- | -------------- |
| 2017  | Grand Prix      | Hohhot     | 3e       | Moins de 48 kg |
| 2017  | Grand Prix      | La Haye    | 1re      | Moins de 48 kg |
| 2018  | Grand Prix      | Tunis      | 1re      | Moins de 48 kg |
| 2018  | Grand Chelem    | Paris      | 1re      | Moins de 48 kg |
| 2018  | Grand Chelem    | Düsseldorf | 1re      | Moins de 48 kg |
| 2018  | Grand Prix      | Zagreb     | 1re      | Moins de 48 kg |
| 2019  | Grand Prix      | Tbilissi   | 2e       | Moins de 48 kg |
| 2019  | Grand Chelem    | Abou Dabi  | 1re      | Moins de 48 kg |
| 2020  | Grand Chelem    | Paris      | 1re      | Moins de 48 kg |
| 2020  | Grand Chelem    | Budapest   | 3e       | Moins de 52 kg |
| 2021  | Masters mondial | Doha       | 3e       | Moins de 48 kg |
| 2021  | Grand Chelem    | Tel Aviv   | 2e       | Moins de 48 kg |
| 2023  | Grand Chelem    | Paris      | 3e       | Moins de 57 kg |
| 2023  | Grand Prix      | Linz       | 3e       | Moins de 57 kg |
| 2023  | Grand Prix      | Zagreb     | 3e       | Moins de 57 kg |
| 2024  | Grand Chelem    | Bakou      | 3e       | Moins de 57 kg |